# Sandipan Chanda
Sandipan Chanda (Calcuta, Bengala Occidental, 13 d'agost de 1983) és un jugador d'escacs indi, que té el títol de Gran Mestre des de 2003. Va fer de segon de Viswanathan Anand al matx pel Campionat del món de 2013.
A la llista d'Elo de la FIDE del gener de 2020, hi tenia un Elo de 2546 punts, cosa que en feia el jugador número 24 (en actiu) de l'Índia, i el número 292 del rànquing mundial. El seu màxim Elo va ser de 2656 punts, a la llista de maig de 2011 (posició 96 al rànquing mundial).

## Resultats destacats en competició
Va empatar al primer lloc al Campionat de l'Índia els anys 2003, 2004 i 2006, però cada cop va perdre el títol contra Surya Shekhar Ganguly als play-offs.
El 2013 empatà al primer lloc al torneig Tradewise de Gibraltar, tot i que finalment fou tercer després dels desempats (el campió fou Nikita Vitiúgov).
L'octubre de 2015 fou 2-3 del Memorial Txigorin amb 7½ punts de 9, amb els mateixos punts que el campió Kirill Alekseenko i Dmitri Kókarev.

### Participació en olimpíades d'escacs
Chanda ha participat, representant l'Índia, en tres Olimpíades d'escacs entre els anys 2004, 2006 i 2008, amb un resultat de (+5 =8 –5), per un 50,0% de la puntuació. El seu millor resultat el va fer a l'Olimpíada del 2004 en puntuar 3 de 5 (+2 =2 -1), amb el 60,0% de la puntuació, amb una performance de 2543.